# Sextus Pompeius Collega
Sextus Pompeius Collega est un sénateur romain du Ier siècle, consul éponyme en 93 sous Domitien.

## Biographie
Il est le fils de Cnaeus Pompeius Collega, consul suffect en 71.
En l'an 93, sous Domitien, il devient consul éponyme aux côtés de Quintus Peducaeus Priscinus.
En janvier 100, sous Trajan, lors du procès d'extorsion intenté au consulaire Marius Priscus, à la suite de son proconsulat d'Afrique, Pline le Jeune, alors accusateur aux côtés de Tacite, nous apprend que Pompeius Collega propose une peine plus légère à l'encontre de Priscus que tous les autres consulaires s'étant prononcé avant lui. Cependant, le Sénat ne se range pas à son avis et prononce le bannissement de l'ancien proconsul,.
Il est peut-être le père de Quintus Pompeius Falco, général, consul suffect en 108, gendre de Quintus Sosius Senecio et homme de confiance de Trajan. En tout cas, Pompeius Falco est adopté par Marcus Roscius Coelius durant l'époque trajane.